# جان بيير تيسير
جان بيير تيسير (31 أغسطس 1940 في لو كول سور لوب) (بالفرنسية: Jean-Pierre Teisseire)‏ لاعب كرة قدم فرنسي معتزل كان يجيد اللعب في خط الدفاع .

## روابط خارجية
- جان بيير تيسير على موقع قاعدة بيانات كرة القدم.إي يو (الإنجليزية)